# Strade provinciali della provincia di Sondrio
Elenco delle strade provinciali della provincia di Sondrio
| Numero   | Denominazione                    | Lunghezza | Note                  |
| -------- | -------------------------------- | --------- | --------------------- |
| 1        | di Isola                         | 6,902     | in parte ex SS 36 dir |
| 2        | di Trivulzia                     | 14,341    |                       |
| 2 dir/A  | Mese - SS 36                     | 0,750     |                       |
| 2 dir/B  | Gordona - SS 36                  | 0,925     |                       |
| 2 dir/C  | Samolaco Ponte Nave - SS 36      | 1,450     |                       |
| 3        | di Menarola                      | 3,567     |                       |
| 4        | Valeriana Occidentale            | 16,846    | ex SS 402             |
| 4 dir/A  | Delebio - Dubino                 | 1,936     |                       |
| 4 dir/B  | Mantello - SS 38                 | 1,560     |                       |
| 4 dir/C  | Trivulzia                        | 1,242     |                       |
| 5        | dei Cech Occidentale             | 10,190    |                       |
| 6        | di Mello                         | 6,880     |                       |
| 7        | della Val Gerola                 | 16,842    | ex SS 405             |
| 8        | del Passo San Marco              | 26,000    |                       |
| 8 dir/A  | di Bema                          | 6,000     |                       |
| 9        | della Val Masino                 | 16,923    | ex SS 404             |
| 10       | dei Cech Orientale               | 14,480    |                       |
| 11       | di Tartano                       | 14,650    |                       |
| 12       | Valeriana Orientale              | 8,910     |                       |
| 12 dir/A | Villapinta - SS38                | 1,140     |                       |
| 12 dir/B | San Pietro Berbenno - Valeriana  | 0,715     |                       |
| 13       | di Buglio in Monte               | 4,030     |                       |
| 14       | Panoramica del Terziere di Mezzo | 15,090    |                       |
| 14 dir/A | Postalesio - SS 38               | 1,920     |                       |
| 15       | della Valmalenco                 | 14,670    |                       |
| 15 dir/A | Circonvallazione di Spriana      | 3,580     |                       |
| 15 dir/B | Capitello - Chiesa               | 4,500     |                       |
| 15 dir/C | di Caspoggio                     | 1,030     |                       |
| 15 dir/D | Chiesa - Sifone                  | 0,780     |                       |
| 16       | Orobica                          | 20,980    |                       |
| 16 dir/A | Bivio Fusine - SS 38             | 0,380     |                       |
| 16 dir/B | Circonvallazione nord Caiolo     | 1,145     |                       |
| 16 dir/C | Caiolo - SS 38                   | 1,220     |                       |
| 17       | del Paradiso                     | 2,890     |                       |
| 18       | della Moia                       | 2,930     |                       |
| 19       | di Piateda                       | 3,600     |                       |
| 20       | di Faedo                         | 4,150     |                       |
| 21       | dei Castelli                     | 24,700    |                       |
| 21 dir/A | Poggiridenti - SS 38             | 2,966     |                       |
| 21 dir/B | Tresivio - SS 38                 | 1,620     |                       |
| 21 dir/C | Ponte - SS 38 San Carlo          | 1,350     |                       |
| 21 dir/D | Castionetto - SS 38              | 3,200     |                       |
| 22       | per Ponte in Valtellina          | 1,790     |                       |
| 23       | di Castello dell'Acqua           | 4,150     |                       |
| 24       | Tirano - Stazzona                | 4,500     |                       |
| 25       | di Musciano                      | 4,350     | ex SS 550             |
| 26       | del Campone                      | 4,550     |                       |
| 26 dir/A | Vervio - SP 27                   | 0,950     |                       |
| 27 dir/B | Mazzo - Grosotto                 | 2,750     |                       |
| 27 dir/C | Grosio AEM - SS 38               | 0,300     |                       |
| 28       | delle Motte di Oga               | 5,200     |                       |
| 29       | del Passo del Gavia              | 25,925    | ex SS 300             |
| 30       | del Trivio di Fuentes            | 0,551     |                       |
| 31       | di Talamona                      | 0,856     |                       |
| 32       | di Castione                      | 2,540     |                       |